# アビナッシュ・ディキシット
アビナッシュ・カマラカー・ディキシット（Avinash Kamalakar Dixit、1944年8月6日 - ）は、インドのボンベイで生まれ、後にアメリカ合衆国の国籍を取得したインド系アメリカ人の経済学者。貿易理論などが専門。

## 教育
ディキシットは、1963年に数学と物理学を専攻して当時のボンベイ大学（現在のムンバイ大学）から理系の学士号であるB.Sc.を取得し、次いで1965年に数学を専攻しケンブリッジ大学コーパス・クリスティ・カレッジから優秀賞とともにB.A.を取得した後、1968年にマサチューセッツ工科大学から経済学のPh.D.を取得した。

## 経歴
1989年7月以来、2011年現在まで、ディキシットは、プリンストン大学で、John J. F. Sherrerd '52 経済学講座の教授の座を占めている。以前は、経済学および国際関係論の教授であった。プリンストン大学へ赴任する前には、マサチューセッツ工科大学、カリフォルニア大学バークレー校、オックスフォード大学のベリオール・カレッジ（the Lord Thomson of Fleet Fellow and Lecturer in Economics として）、ウォーリック大学で教えていた。
ディキシットはまた、マサチューセッツ工科大学の客員教員であり、国際通貨基金やラッセル・セイジ財団でも役職に就いている。

## その他の業績
ディキシットは2001年に国際計量経済学会(Econometric Society)の会長を務め、アメリカ経済学会では、副会長（2002年）や会長（2008年）を務めた。1992年にはアメリカ芸術科学アカデミー会員に、2005年には米国科学アカデミー会員にも選出されている。2006年トムソン・ロイター引用栄誉賞受賞。

## おもな著書
- Theory of International Trade, with Victor Norman. Cambridge University Press, 1980
- The Making of Economic Policy: A Transaction Cost Politics Perspective (Munich Lectures in Economics). M.I.T. Press, 1996.
  - 訳書：ディキシット, アヴィナッシュ・K. 著、北村行伸 訳『経済政策の政治経済学―取引費用政治学アプローチ』日本経済新聞社、2000年、261頁。ISBN 978-4532131999。
- Lawlessness and Economics: Alternative Modes of Governance, Gorman Lectures in Economics, University College London, Princeton University Press, 2004.
- Investment Under Uncertainty, co-authored by R. Pindyck. Princeton University Press, 1994, 1996
- Optimization in Economic Theory. Oxford University Press, 1976.
  - 訳書：ディキシット, アヴィナッシュ・K. 著、大石泰彦、磯前秀二 訳『経済理論における最適化』勁草書房〈日本交通政策研究会研究双書〉、1997年、224頁。ISBN 978-4326930272。
- The Theory of Equilibrium Growth. Oxford University Press, 1976.
- The Art of Smooth Pasting, Vol. 55 of series Fundamentals of Pure and Applied Economics, eds. Jacques Lesourne and Hugo Sonnenschein. Reading, UK: Harwood Academic Publishers, 1993.
- Games of Strategy, with Susan Skeath, New York: W. W. Norton, 1999, third edition 2009
- Thinking Strategically: The Competitive Edge in Business, Politics, and Everyday Life, with Barry Nalebuff, New York: W.W. Norton, 1991
  - 訳書：ディキシット, アビナッシュ、バリー・ネイルバフ 著、菅野隆・嶋津 祐一 訳『戦略的思考とは何か―エール大学式「ゲーム理論」の発想法』阪急コミュニケーションズ、1991年、334頁。ISBN 978-4484911236。
- The Art of Strategy: A Game-Theorist's Guide to Success in Business and Life with Barry Nalebuff, New York: W. W. Norton, 2008